# Nitori
Nitori là hệ thống chuỗi siêu thị bán lẻ hàng trang trí nội thất và đồ gia dụng tại Nhật Bản. Được thành lập vào năm 1967 bởi ông Akio Nitori, từ một cửa hàng đồ nội thất nhỏ, đến nay Nitori đã phát triển thành chuỗi 255 siêu thị (tháng 3/2011) phân bố khắp Nhật Bản, trở thành một thương hiệu quen thuộc với tất cả người dân Nhật. Với chủ trương "giá rẻ là chiến lược hàng đầu", thay cho phương pháp tìm kiếm nguồn hàng từ các trung gian, công ty thương mại như những nhà bán lẻ khác, Nitori trực tiếp thu mua hàng hóa từ nhà sản xuất với giá cả cạnh tranh và tiêu chuẩn chất lượng riêng, đồng thời, tự xây dựng các nhà máy của mình, đảm nhận tất cả các khâu từ thu mua nguyên liệu, sản xuất, cho đến phân phối, bán lẻ hàng hóa. Hiện tại, Nitori có 2 nhà máy tại Việt Nam, Indonesia và một số ở Trung Quốc.